# Neverin
Neverin est une commune rurale allemande de l'arrondissement du Plateau des lacs mecklembourgeois dans le nord-est du pays appartenant au Mecklembourg-Poméranie-Occidentale. C'est le siège du canton du même nom.

## Géographie
Neverin se trouve à dix kilomètres au nord-est de Neubrandenburg dans une région de lacs. Outre le village de Neverin, la commune englobe celui de Glocksin, connu pour son manoir.

## Histoire
Neverin a été mentionné pour la première fois au XIIIe siècle.  Ce fut ensuite une seigneurie de la famille von Maltzahn. Son nom change de Neuerien en Neueryn au XVIe siècle.

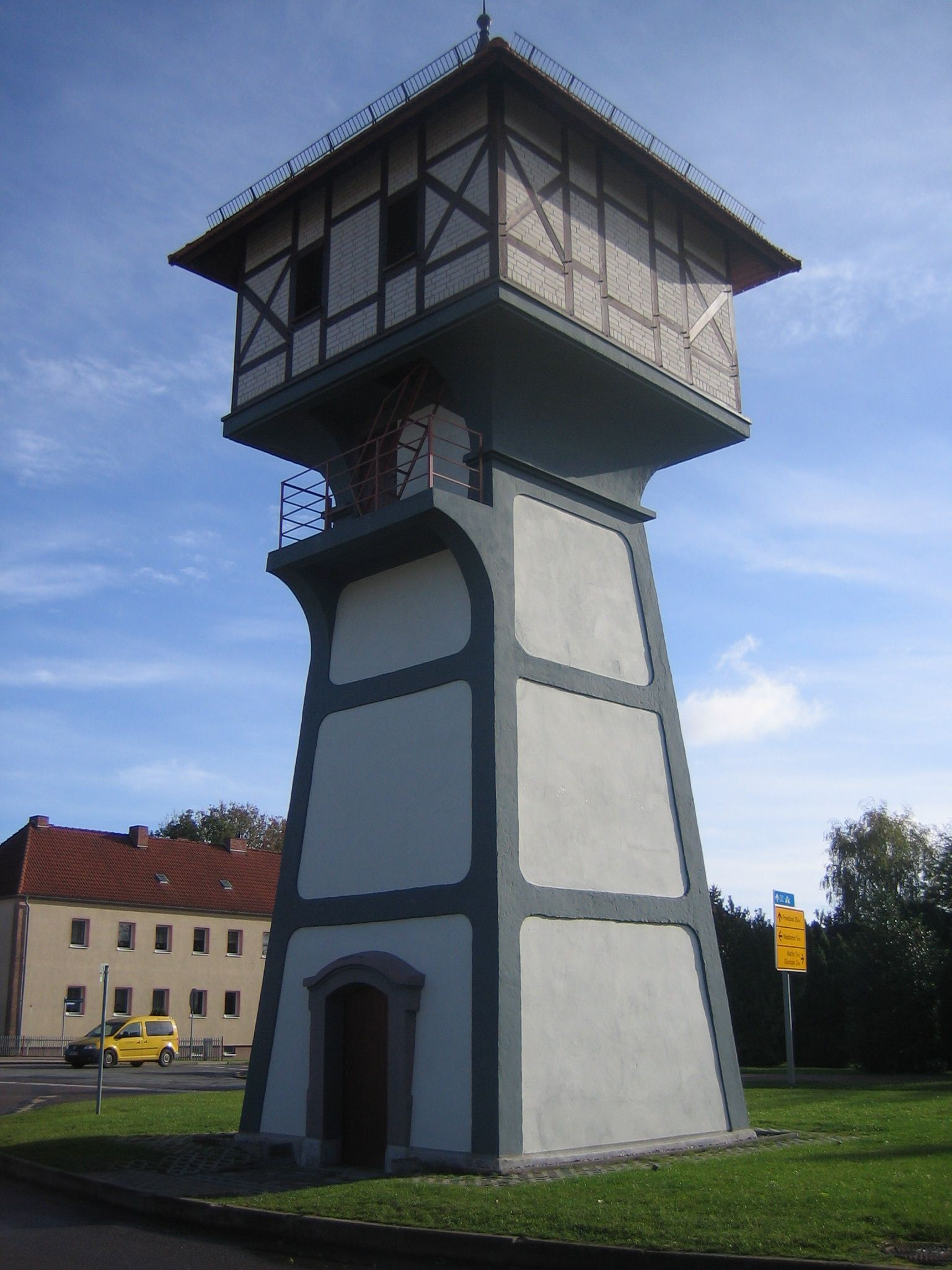
Château d'eau de Neverin
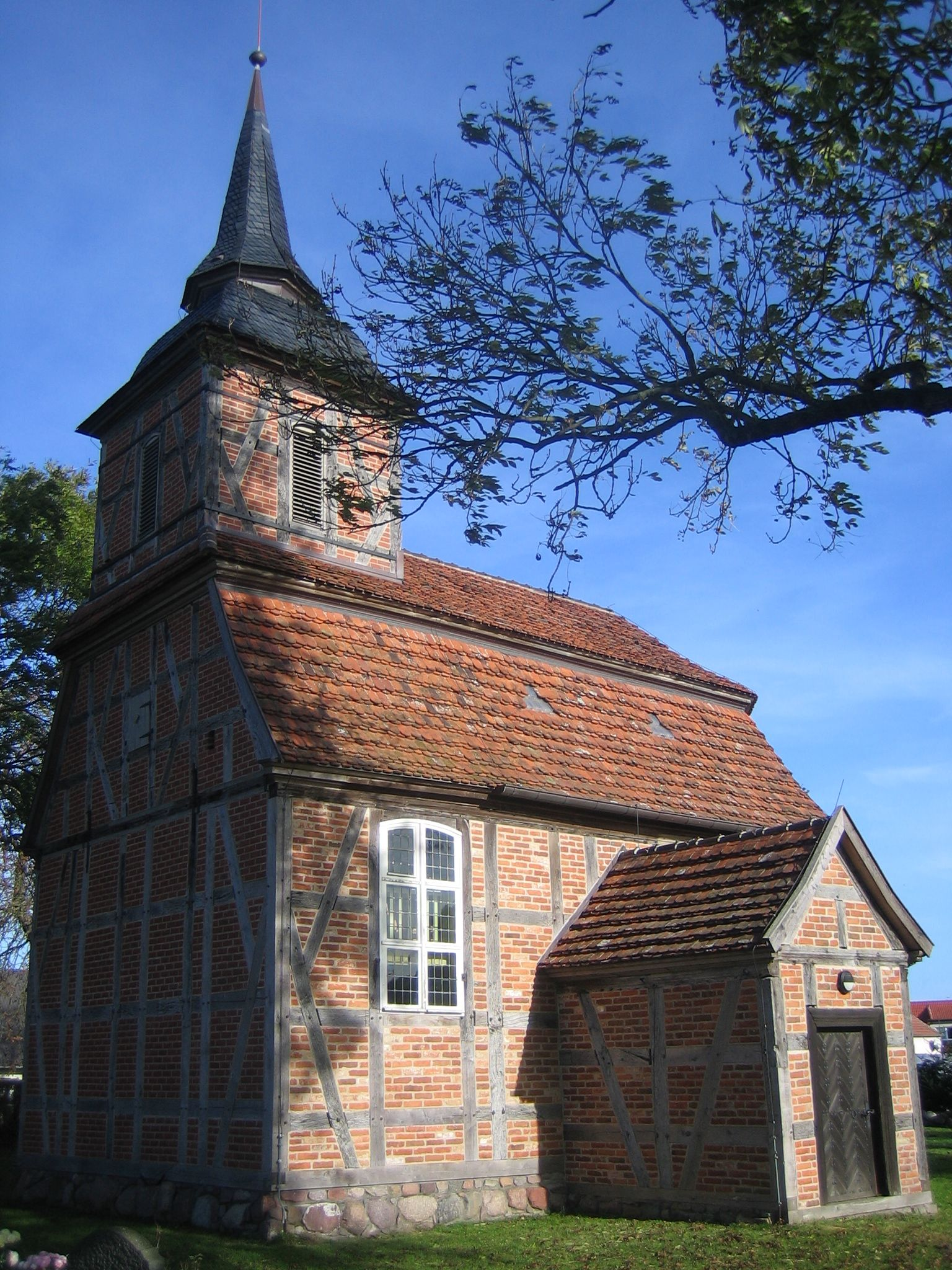
Vue de l'église de Glocksin